# محور مرکزی پکن
محور مرکزی پکن (انگلیسی: Beijing Central Axis) (چینی ساده‌شده: 北京中轴线; چینی سنتی: 北京中軸綫; پین‌یین: Běijīng Zhōngzhóuxiàn) یا محور مرکزی (چینی ساده‌شده: 中轴线; چینی سنتی: 中軸綫; پین‌یین: Zhōngzhóuxiàn)، به بخشی از راه در پکن، چین اشاره دارد. محور مرکزی پکن به طول ۷٫۸ کیلومتر از برج‌های طبل و ناقوس در شمال تا دروازه یونگ‌دینگمن در جنوب امتداد دارد.

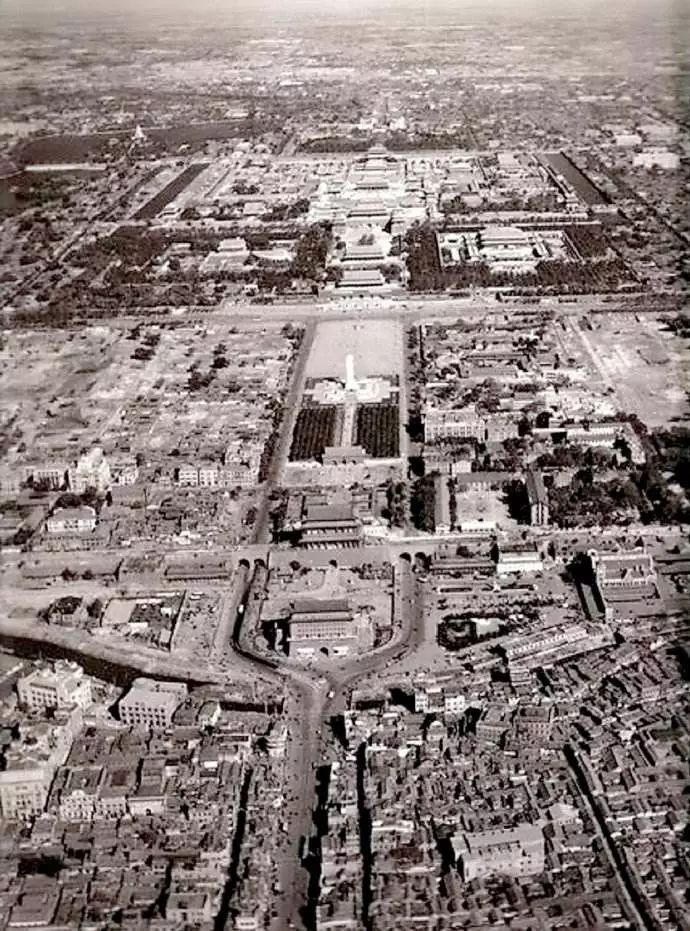
محور در سال ۱۹۵۹

محور مرکزی پکن شامل ساختمان‌های آیینی و نمادین متعددی است که قدمت آن‌ها به قرن سیزدهم (دودمان یوآن) بازمی‌گردد. این بناها با ویژگی‌های متمایز خود نمونه‌هایی از معماری باستانی چین به‌شمار می‌روند. مجموعه این میراث، داستانی از تمدن چین، فرایند اتحاد در تاریخ این کشور و مروری اجمالی بر زیبایی‌شناسی چینی ارائه می‌دهد.
محور مرکزی در فهرست میراث جهانی یونسکو در چین ثبت شده است.

## نشانه‌های شاخص
محور مرکزی پکن به ترتیب از شمال به جنوب شامل: برج‌های طبل و ناقوس، پل وان‌نینگ، تپه جینگشان، شهر ممنوعه، محراب زمین و غلات، معبد اجدادی سلطنتی، دروازه راستین، دروازه تیان‌آنمن، پل‌های بیرونی جین‌شویی، مجموعه میدان تیان‌آنمن، ژنگ یانگمن، نیایشگاه آسمان، محراب خدای کشاورزی، سایت‌های باستان‌شناسی بخش جنوبی جاده، و دروازه یونگ‌دینگمن می‌شود.